# Faux chouans
Les Faux chouans, aussi appelés les contre-chouans, étaient des hommes armés, habillés à la façon des chouans, mais agissant pour le compte des autorités républicaines pendant les guerres de la Chouannerie. 

## Rôle
Les faux chouans furent mis en place pour la première fois à partir de 1794 ; ils furent surtout employés par le Directoire. Il s'agissait de bagnards et de brigands enrôlés par les autorités républicaines, ils étaient habillés et équipés à la manière des insurgés. Ils infiltraient la chouannerie pour favoriser sa traque ; ils étaient ensuite relâchés avec pour mission de piller dans les campagnes, où ils se comportèrent en véritables bandits, afin de discréditer leurs proies.

## Témoignages
« Dans les pays de Fougères et de Vitré, ainsi que dans d'autres parties des pays insurgés, les Républicains organisèrent des compagnies qui portaient la cocarde blanche et des habillements pareils à ceux des Royalistes ; ils envoyaient ces compagnies dans les campagnes, souvent la nuit, où elles se livraient au pillage et à toutes sortes d'excès ; les vols, les assassinats qu'elles commettaient, même chez les Républicains connus, restaient presque toujours impunis. On doit rendre la justice aux généraux et aux officiers de la République qu'ils n'ont point trempé dans ces méfaits ; plusieurs même en ont témoigné publiquement leur indignation et on fait punir les coupables. »

— Mémoires du colonel chouan Toussaint du Breil de Pontbriand

« Ne t'étonne pas de tous les crimes dont nous sommes inondés. Les Patriotes du pays crient beaucoup pour peu de chose. Ils ont tellement peur qu'il faudrait une garnison pour garder chaque maison. Le fait est que, sauf le cas de guerre après la paix que l'on a faite contre mon gré, et dont les rebelles du Morbihan ne se soucient guère plus que moi, il n'y a pas de leur part tous les crimes qu'on leur attribue : ce sont de bons soldats et de braves gens, un peu trop pris de fanatisme peut-être, mais chacun a le sien en ce bas monde. Ils ont celui de la ci-devant religion, nous celui de la Liberté. Ce qui fait le mal dans ces contrées, c'est le galérien qui y fourmille et dont on a fait de véritables Chouans de contrebande. Hoche, pour son honneur, nous en débarrassera peut-être ; mais il est temps d'arrêter ces brigandages dont les rebelles ne sont pas plus dupes que les administrateurs. On les appelle les faux chouans. Au langage et à la tenue, ils sont si reconnaissables qu'il n'y a pas moyen de s'y tromper. Dis donc à Hoche et à Chérin de faire sabrer toute cette canaille. »

— Lettre du général républicain Jean Ernest Kriegg, en poste à Redon, au représentant Bollet